# 二氧化碳光化学还原反应
二氧化碳光化学还原反应是二氧化碳捕获光能，被还原为更高能量产物的化学过程。它因为可以将温室气体二氧化碳转化为其它物质而受关注，但这一反应尚未商业化。
光化学还原涉及由另一个分子（称为光敏剂）的光激发产生的化学还原反应，光敏剂需要吸收可见光及紫外光以充分利用太阳能。满足这一条件的分子光敏剂通常包含金属中心，因为金属有机物种的d轨道分裂通常落在远紫外及可见光的能量范围内。在光敏剂被激发时，还原反应发生，电子从金属中心移至配体中，即发生金属至配体电荷转移（MLCT）。
激发后，CO2和金属或被还原的金属配位，常见的产物有一氧化碳、甲酸或甲醇。